# Винсънт Валентин
Винсънт Валентин (анг. Vincent Valentine) е герой от RPG играта Final Fantasy VII.
Винсънт е висок, 27-годишен мъж. Той има дълга черна коса и червени очи. Облечен е в черно и носи червено наметало. Винсънт има пистолет с 3 дула, чието име е Цербер. На всяко дуло има една от главите на триглавия звяр. На края на дръжката има амулет, който също изобразява пазителя на портите на ада (Цербер). На лявата си ръка има ръкавица с нокти. Историята зад мистериозното минало на Висънт се разкрива в играта Final Fantasy VII: Dirge of Cerberus.